# Ernst Wiechert
Ernst Wiechert (Forsthaus Kleinort, 18 maggio 1887 – Uerikon, 24 agosto 1950) è stato uno scrittore tedesco.

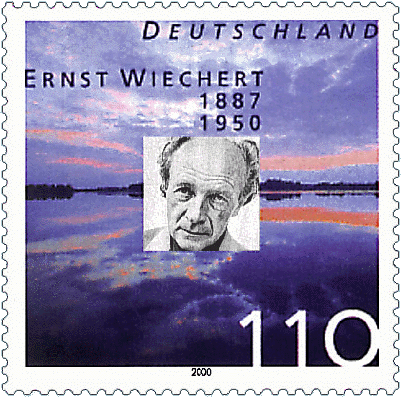
Ernst Wiechert in un'emissione filatelica commemorativa a 110 anni dalla sua nascita, nel 1997

Nei suoi primi scritti, Wiechert già rivela una forte coscienza religiosa associata a una natura introversa.
Nei romanzi Der Wald (Il bosco) e Der Totenwolf (Il lupo dei morti), rivelò un attaccamento alla natura nella sua purezza e un acuto lirismo nello svolgersi della trama, componenti fondamentali della sua arte narrativa, come risulta palese anche in Die Flöte des Pan (Il flauto di Pan).
Nel 1938 fu internato per quattro mesi a Buchenwald, da dove uscì fortemente provato nel corpo e nell'animo e rimase sotto sorveglianza stretta fino alla fine della guerra.
Dal 1948 si trasferì in Svizzera dove raccontò questa parte della sua vita in Der Totenwald (La selva dei morti) e Missa sine nomine, raccontando della sua volontà di ritirarsi dal mondo. Il testo "Der Totenwald" venne da lui seppellito in giardino e ripreso solo a fine guerra nel 1946.
Enzo Biagi raccontò la sua storia nel libro "Crepuscolo degli dei" del 1961, dopo aver intervistato sua moglie.

## Opere
- Die Flucht, romanzo, (pseudonimo: Ernst Barany Bjell), 1916
- Der Wald - Il bosco, romanzo, 1922
- Der Totenwolf - Il lupo dei morti, romanzo, 1924
- Die blauen Schwingen, romanzo, 1925
- Der Knecht Gottes Andreas Nyland, romanzo, 1926
- Der silberne Wagen, racconti, 1928, su "Die Geschichte eines Knaben", tradotto in Steno,
- Die kleine Passion. Geschichte eines Kindes, 1929
- Die Flöte des Pan - Il flauto di Pan, 7 racconti con "Der Hauptmann von Kapernaum", 1930 (premio letterario)
- Il flauto di Pan , Aldo Martello editore  1950 traduzione di Ervino Pocar  pag.224
- Jedermann, romanzo, 1931 (premio letterario)
- Die Magd des Jürgen Doskocil, 1932 (premio letterario), tradotto in braille
- Das Spiel vom deutschen Bettelmann, dramma radiofonico, 1933
- Die Majorin - La signora, romanzo, 1934
- Der Todeskandidat, racconti, 1934, tradotto in braille
- Der tote Marschall, dramma radiofonico 1934
- Ein deutsches Weihnachtsspiel, dramma radiofonico 1934,
- Der verlorene Sohn, dramma, 1935
- Die goldene Stadt, dramma, 1935
- Hirtennovelle - Novella pastorale, racconto, 1935
- Wälder und Menschen - Boschi e uomini, ricordi della gioventù, 1936
- Das heilige Jahr, raccolta di novelle, 1936, su "Regina Amstetten", filmato del 1954
- Eine Mauer um uns baue, dramma, 1937
- Von den treuen Begleitern, interpretazione poetica, 1938
- Atli, der Bestmann, racconti, 1938
- Das einfache Leben - La vita semplice, romanzo, 1939,
- Die Jeromin-Kinder, romanzo, 1945/7, tradotto in braille
- Die Totenmesse, racconto, 1945/7
- Der brennende Dornbusch, racconto, 1945
- Demetrius, racconto, 1945
- Rede an die deutsche Jugend 1945, trattazione dell'11 novembre 1945
- Der Totenwald - La selva dei morti, biografia del lager di Buchenwald, scritto nel 1939, pubblicato nel 1946,
- Märchen 1946/7, tradotto in braille
- Der weiße Büffel oder Von der großen Gerechtigkeit, scritto nel 1937, pubblicato nel 1946
- Der armen Kinder Weihnachten, dramma, 1946
- Okay oder die Unsterblichen, dramma, 1946
- Die Gebärde, racconti, 1947
- Der Richter, racconto, 1948
- Jahre und Zeiten, commemorazione, 1949,
- Die Mutter, racconto, 1948
- Missa sine Nomine, romanzo, 1950, tradotto in braille
- Der Exote, romanzo, 1951, tradotto in braille
- Die letzten Lieder, poesie, 1951
- Es geht ein Pflüger übers Land, racconti selezionati da Lilje Wiechert, 1951

### Discorsi e memorandum
- Weihnachtsansprache an die deutsche Jugend - senza data né luogo,
- Rede an die junge Mannschaft - senza data né luogo,
- Abschiedsrede an die Abiturienten - discorso tenuto il 16 marzo 1929 a Königsberg
- Der Dichter und die Jugend - discorso per l'Università di Monaco 1933,
- Der Dichter und die Zeit, discorso per l'Università di Monaco, 1935
- Rede an die deutsche Jugend, discorso tenuto l'11 novembre 1945 nel teatro di Monaco
- Über Kunst und Künstler - discorso non pronunciato, Hamburg 1946,
- Gedenken der Toten - discorso tenuto il 17 maggio 1947
- An die Schweizer Freunde - lezione del 4 giugno 1947
- Das zerstörte Menschengesicht - discorso tenuto il 22 settembre 1947

### Edizioni italiane
- La piccola passione (Die kleine Passion. Geschichte eines Kindes, 1929), trad. Ervino Pocar, Martello, Milano, 1955
- Il Flauto di Pan (Die Flöte des Pan, 1930), trad. Ervino Pocar, Martello, Milano, 1950
- Ognuno. Storia d'un senza nome (Jedermann. Geschichte eines Namenlosen, 1931), trad. Massimo Mila, Frassinelli, Torino, 1942
- La serva di Jürgen Doskocil (Die Magd des Jürgen Doskocil, 1932), trad. Bruno Revel, Sperling & Kupfer, Milano, 1943; Garzanti, Milano, 1954
- La Signora (Die Majorin, 1934), trad. Cristina Baseggio, Mondadori, Milano, 1936
- La cascina morta (Der Vater, 1934), Borla, Torino, 1953
- Novella pastorale (Hirtennovelle, 1935), trad. Massimo Mila, Frassinelli, Torino, 1942
- Boschi e uomini: un'adolescenza (Wälder und Menschen, 1936), Bompiani, Milano, 1955
- Il bufalo bianco (Der weiße Büffel oder Von der großen Gerechtigkeit, 1937), Mondadori, Milano, 1953
- La vita semplice (Das einfache Leben, 1939), trad. Lavinia Mazzucchetti, Mondadori, Milano, 1940
- La selva dei morti (Der Totenwald, 1939), Mondadori, Milano, 1947
- I figli Jeromin (Die Jerominkinder I, 1945), Bompiani, Milano, 1949
- Discorso alla gioventù tedesca (1945), AVE, 1965
- Il campo dei poveri (Die Jerominkinder II, 1947), trad. Giovanna Federici Ajroldi, Bompiani, Milano, 1950
- Il giudice e altre novelle (Der Richter, 1948), trad. Angelica Escher, Mediterranee, Roma, 1953
- Anni e tempi (Jahre und Zeiten, 1949), Bompiani, Milano, 1955
- Missa sine Nomine (1951), trad. Ervino Pocar, Mondadori, Milano, 1951
- L'ospite esotico (Der Exote, 1951), trad. Ginetta Pignolo, Frassinelli, Torino, 1959
- Il mulino dei Re e altri racconti, trad. Nella Nobili e Otto Lanz, Mediterranea, Roma, 1951
- La Brutta: racconto, Meridiano di Roma: l'Italia letteraria, artistica, scientifica, Anno 11, n. 28 (11 lug.1937), p. 7,8
- Il carro d'argento, Martello, Milano, 1951
- Le mie poesie, a cura di Gilda Musa, La Locusta, Vicenza, 1952
- Racconti, trad. Ervino Pocar, Martello, Milano, 1965